# Saint-Palais-du-Né
Saint-Palais-du-Né ist eine französische Gemeinde mit 305 Einwohnern (Stand 1. Januar 2022) im Département Charente. Die Bewohner nennen sich Saint-Palaisiens. 

## Geographie
Das Dorf liegt am Né, einem Nebenfluss der Charente.
Die Nachbargemeinden sind Verrières im Norden, Criteuil-la-Magdeleine im Osten, Lachaise im Südosten, Saint-Eugène im Süden, Archiac im Südwesten, Sainte-Lheurine im Westen sowie Germignac, Cierzac und Saint-Fort-sur-le-Né im Nordwesten.

## Bevölkerungsentwicklung
| Jahr      | 1962 | 1968 | 1975 | 1982 | 1990 | 1999 | 2007 | 2017 |
| --------- | ---- | ---- | ---- | ---- | ---- | ---- | ---- | ---- |
| Einwohner | 318  | 294  | 288  | 311  | 282  | 287  | 277  | 289  |